# Ермоленко, Руслан Николаевич
Руслан Николаевич Ермоленко (укр. Руслан Миколайович Єрмоленко; род. 18 октября 1983, Чернигов) — украинский футболист, полузащитник, финалист кубка Украины 2001/2002, мастер спорта по футболу, украинский футбольный судья.
В 2003 году играл за молодёжную сборную Украины, выходил на поле в двух матчах.
Начал свою судейскую карьеру в 2011 году.
С июля 2014 года является спортивным директором клуба «Арсенал-Киев».

## Достижения
«Динамо»
- Финалист Кубка Украины: 2001/02

«Динамо-3»
- Серебряный призёр Второй лиги Украины (группа А): 1997/98

«Динамо-2»
Победитель Первой лиги Украины (3): 1998/99, 1999/00, 2000/01
«Металлист»
- Серебряный призёр Первой лиги Украины: 2003/04

«Арсенал—Киев»
- Чемпион Киева: 2014
- Обладатель Кубка Киева: 2014